# Liste der Stolpersteine in Altlandsberg

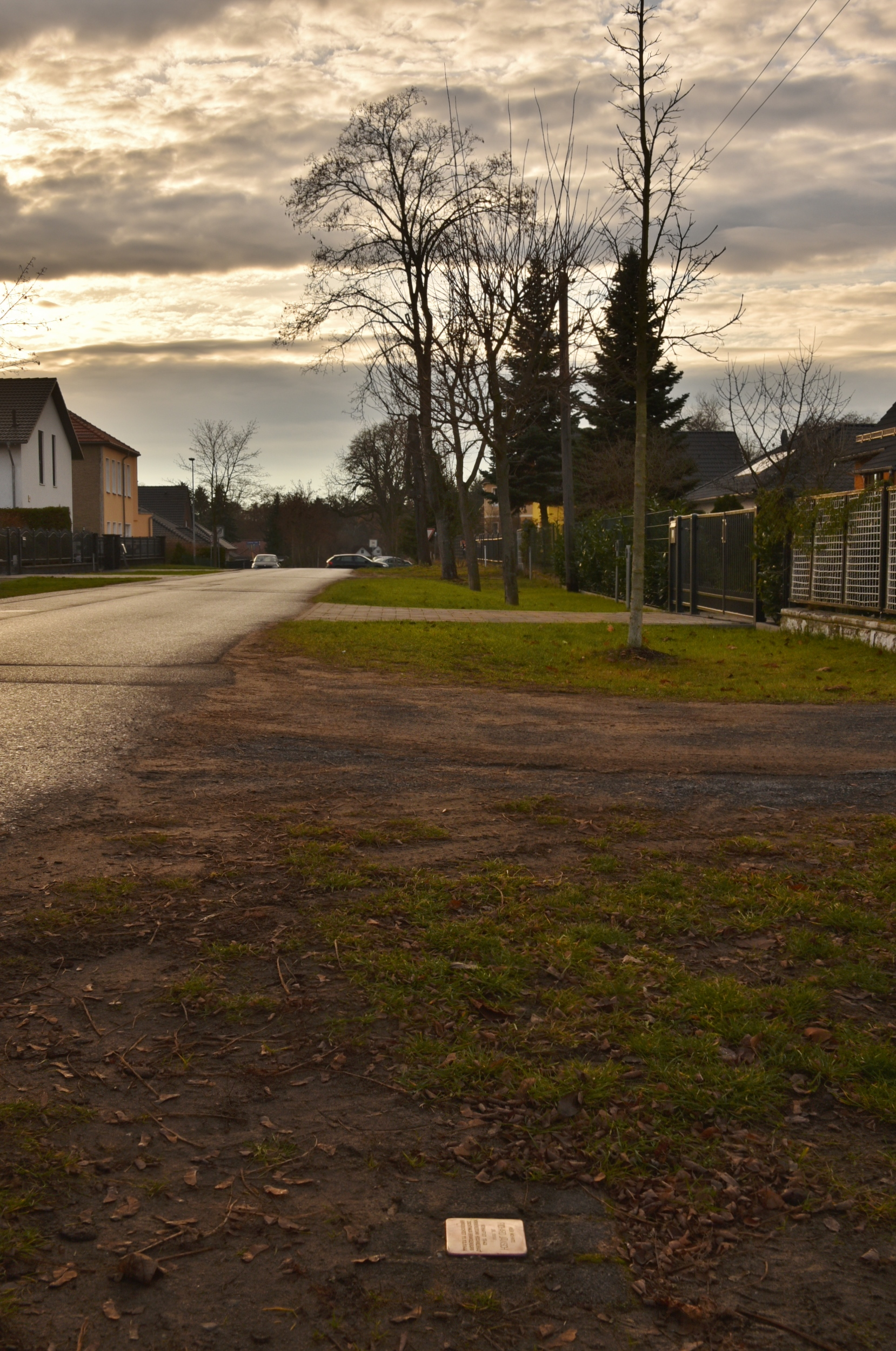
Stolperstein in Altlandsberg

In der Liste der Stolpersteine in Altlandsberg werden die vorhandenen Stolpersteine aufgeführt, die im Rahmen des Projektes des Künstlers Gunter Demnig in der brandenburgischen Kleinstadt Altlandsberg bisher verlegt worden sind.
Stolpersteine erinnern an das Schicksal der Menschen, die von den Nationalsozialisten ermordet, deportiert, vertrieben oder in den Suizid getrieben wurden. Die Stolpersteine werden in der Regel von Gunter Demnig vor dem letzten selbstgewählten Wohnsitz des Opfers verlegt.

## Stolpersteine
In Altlandsberg wurden fünf Stolpersteine an drei Anschriften verlegt.
Die Tabelle ist teilweise sortierbar; die Grundsortierung erfolgt alphabetisch nach dem Familiennamen.
| Stolperstein      | Inschrift | Verlegeort               | Name, Leben                                     |
| ----------------- | --- | ------------------------ | ----------------------------------------------- |
| weitere Bilder \| | HIER WOHNTE EGON BORKOWSKY JG. 1894 OPFER DES POGROMS TOT AN FOLGEN 29.5.1941                                                                     | Poststraße 15 Standort   | Egon Borkowsky                                  |
| weitere Bilder \| | HIER WOHNTE FRIEDA BORKOWSKY GEB. LIPPMANN JG. 1895 DEPORTIERT 1942 GHETTO WARSCHAU ?                                                             | Poststraße 15 Standort   | Frieda Borkowsky, geb. Lippmann                 |
| weitere Bilder \| | HIER WOHNTE GÜNTER BORKOWSKY JG. 1925 DEPORTIERT 1942 GHETTO WARSCHAU ?                                                                           | Poststraße 15 Standort   | Günter Borkowsky                                |
| weitere Bilder \| | HIER WOHNTE RICHARD JÄNSCH JG. 1898 VERHAFTET 1943 'VORBEREITUNG HOCHVERRAT' ZUCHTHAUS BRANDENBURG HINGERICHTET 11.12.1944                        | Fichtestraße 15 Standort | Richard Jänsch                                  |
| weitere Bilder \| | HIER WOHNTE MARGARETE NÄFE GEB. TIETZ JG. 1905 VERHAFTET 1943 'VORBEREITUNG HOCHVERRAT' ZUCHTHAUS MOABIT HINGERICHTET 8.12.1944 BERLIN PLÖTZENSEE | Radebrück 23 Standort    | Margarete Näfe 20. März 1905 – 8. Dezember 1944 |

## Verlegung
Die Verlegung erfolgte am 5. Juli 2010 durch den Künstler Gunter Demnig persönlich.